# Outaouais (peuple)
Pour les articles homonymes, voir Outaouais.
Les Outaouais (en anglais : Ottawa ; autres versions du nom : Odawa, Odaawaa, Outaouaks, Cheveux relevés) sont une nation autochtone du Canada. Leur nom, qui n'est pas dans leur langue, signifie « marchands ». Du fait que les peuples des Premières Nations ne possédaient pas de langage écrit, le nom Outaouais est une représentation phonétique en français de leur nom. Ils préfèrent s'appeler les Nichnaabe ou Anichinabés (au pluriel : Nichnaabeg et Anichinaabeg), ce qui veut dire « peuple d'origine ».
Ils sont étroitement liés aux Ojibwés mais distincts d'eux. Leur langue, l'outaouais, est considérée comme un dialecte de l'ojibwé ; comme l'Anichinaabe, elle fait partie de la famille des langues algonquiennes.
Les Outaouais forment avec les Algonquins et les Ojibwés la Nation des Anichinabés (Anichinaabeg), qui signifie littéralement les « vrais hommes », ou « les humains ».
Les Outaouais vivent dans la région du lac Huron, au Michigan et en Ontario (leur territoire d'origine), et aussi en Oklahoma aux États-Unis.

## Histoire

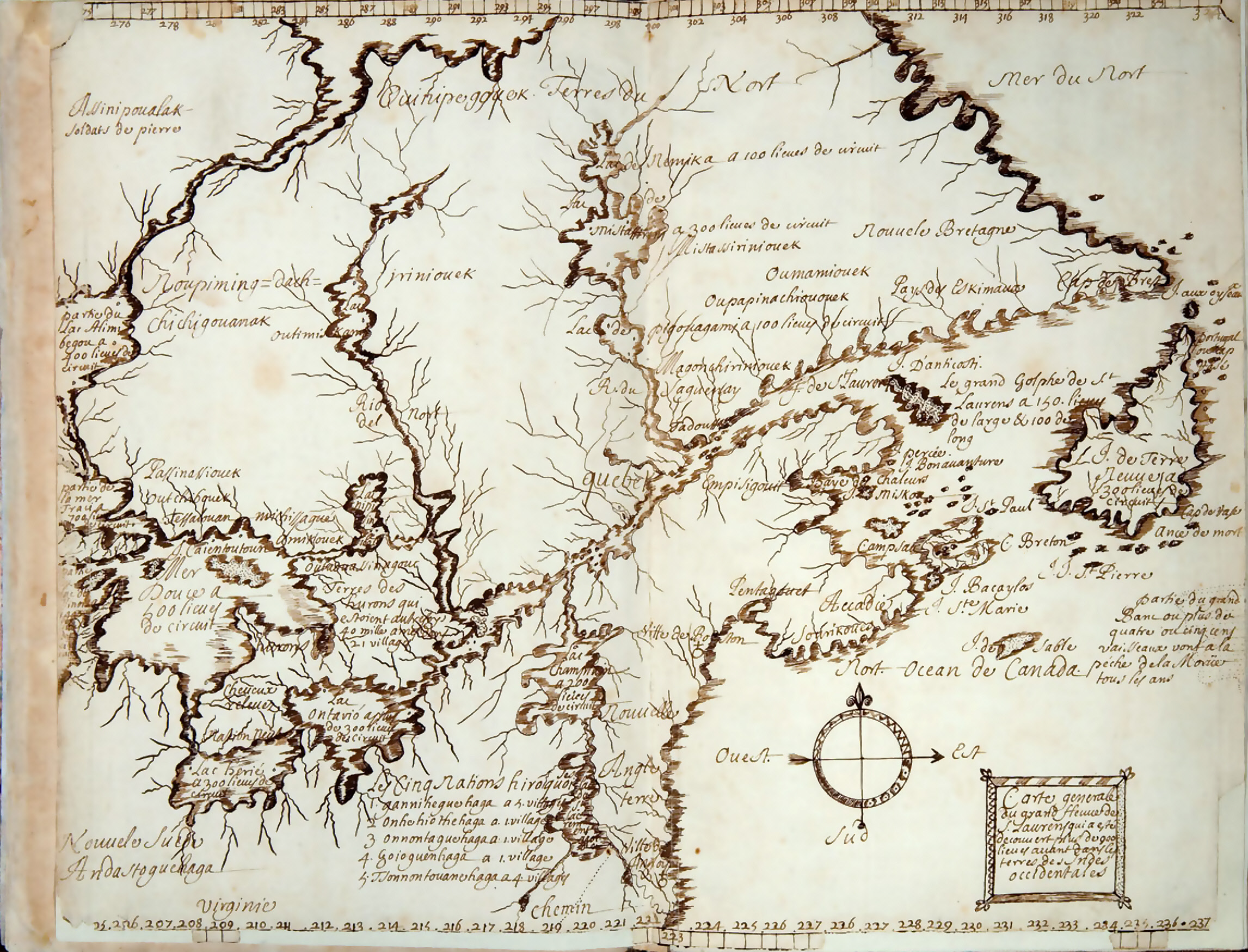
Codex canadensis, deuxième de couverture : carte de la Nouvelle-France montrant le pays des Cheveux relevés.

Les Outaouais et les Ojibwés faisaient partie d'une alliance qui dura longtemps appelée le Conseil des Trois Feux, qui lutta contre la Confédération iroquoise et les Sioux.

« En 1613, Champlain rendit visite aux Algonquins de la rivière des Outaouais, à la bande du chef Tessouat, aux puissants Kichesipirini (Peuple de la Grande Rivière) de l'île Morrison près de l'endroit où est située Pembroke aujourd'hui, et aux Nibachis au lac Muskrat. À cause de cela, certains ont cru que les Algonquins et les Outaouais formaient un seul et même peuple, mais ces derniers constituaient en fait une tribu différente dont le territoire était situé sur les rives du lac Huron. Champlain les appela Cheveux relevés, à cause de leur coiffure. »

— Gordon M. Day, anthropologue du Musée canadien de l'histoire
Ils s'allièrent avec les Français contre les Anglais, et leur chef Pontiac mena une rébellion contre les Anglais en 1763. Une décennie plus tard, le chef Egushawa mena les Outaouais lutter contre les Américains dans la guerre d'indépendance des États-Unis. Dans les années 1790, il lutte encore contre les Américains dans une série de batailles et campagnes appelée la guerre amérindienne du Nord-Ouest.
La rivière des Outaouais a été nommée en leur honneur du fait qu'il s'agissait de l'une des nations autochtones les plus influentes du début du XVIIIe siècle, dans le sens que la rivière menait aux Outaouais. Leur territoire au temps des premiers contacts avec les Européens, pourtant, se situait à l'ouest de la rivière et la ville (Ottawa) nommés en leur honneur, quoique leur zone de commerce s'y étendit.

## Communautés d'Outaouais
- Île Walpole, entre l'Ontario et le Michigan, jamais cédé aux autorités canadiennes ou américaines
- Wikwemikong, en Ontario
- La tribu Outaouais de l'Oklahoma
- La bande de Grand River au Michigan
- La bande d'Outaouais et d'Ojibwé de Grand Traverse au Michigan
- La bande de Burt Lake au Michigan
- La bande d'Outaouais de Little Traverse Bay, au Michigan
- La bande d'Outaouais de Little River, au Michigan